# Gabriela Stacherová
Gabriela Stacherová (Zvolen, 4 de febrero de 1980) es una deportista eslovaca que compitió en piragüismo en la modalidad de eslalon. Ganó una medalla de plata en el Campeonato Mundial de Piragüismo en Eslalon de 2009 y ocho medallas en el Campeonato Europeo de Piragüismo en Eslalon entre los años 2000 y 2010.

## Palmarés internacional
| Campeonato Mundial | Campeonato Mundial               | Campeonato Mundial | Campeonato Mundial |
| Año                | Lugar                            | Medalla            | Competición        |
| ------------------ | -------------------------------- | ------------------ | ------------------ |
| 2009               | Seo de Urgel (España)            | Medalla de plata   | K1 por equipos     |
| Campeonato Europeo |                                  |                    |                    |
| Año                | Lugar                            | Medalla            | Competición        |
| 2000               | Mezzana (Italia)                 | Medalla de oro     | K1 por equipos     |
| 2002               | Bratislava (Eslovaquia)          | Medalla de plata   | K1 por equipos     |
| 2004               | Skopie (Macedonia)               | Medalla de plata   | K1 por equipos     |
| 2006               | L'Argentière-la-Bessée (Francia) | Medalla de oro     | K1 por equipos     |
| 2007               | Liptovský Mikuláš (Eslovaquia)   | Medalla de plata   | K1 por equipos     |
| 2008               | Cracovia (Polonia)               | Medalla de plata   | K1 por equipos     |
| 2009               | Nottingham (Reino Unido)         | Medalla de plata   | K1 por equipos     |
| 2010               | Bratislava (Eslovaquia)          | Medalla de bronce  | K1 por equipos     |